# Afgraving

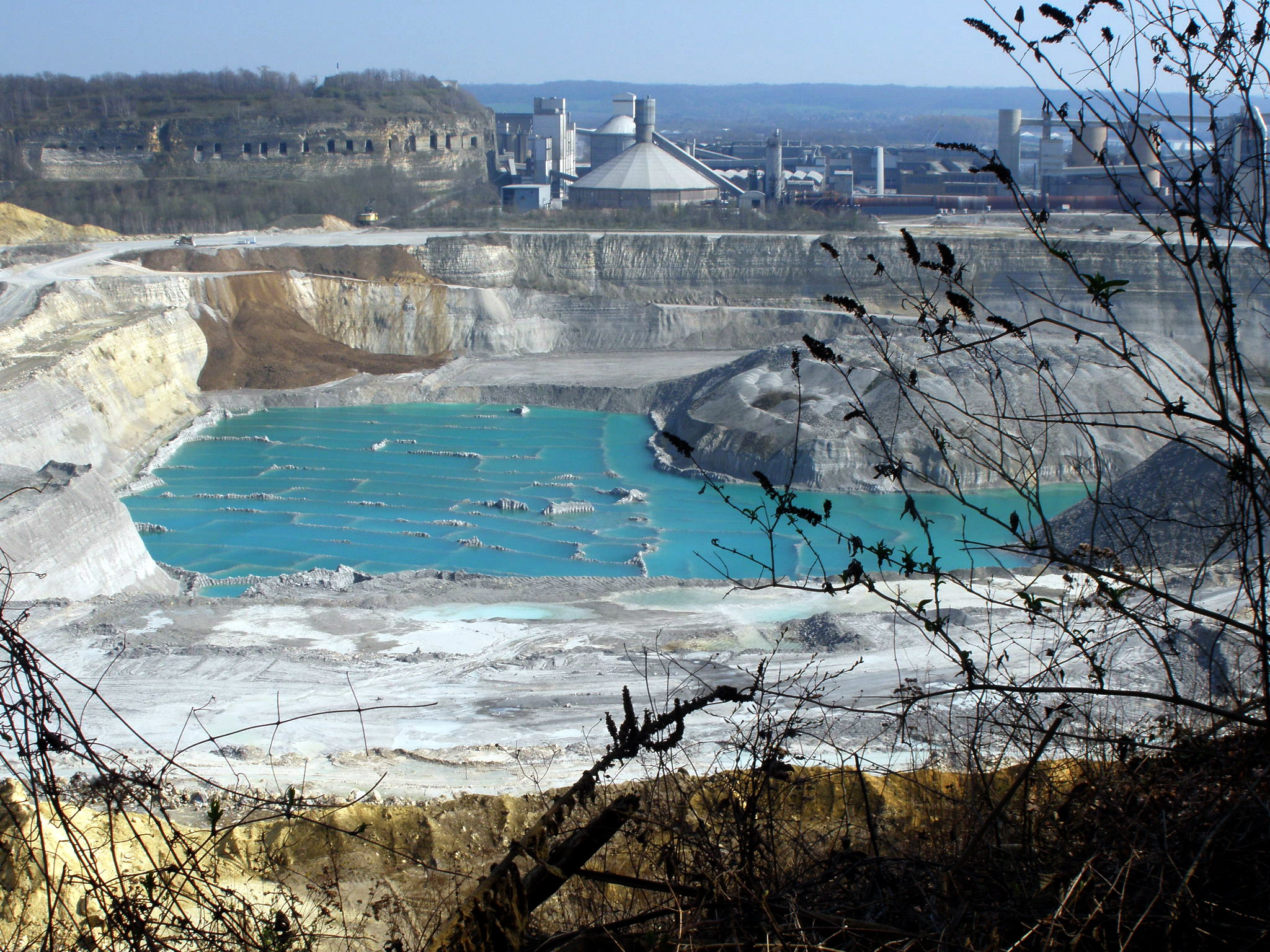
De ENCI-groeve bij Maastricht

Een afgraving is een stuk land waarvan grond afgegraven is. Een afgraving, die dieper gaat dan het omliggende maaiveld, eigenlijk een uitgraving, wordt ontgonding genoemd. 

## Economische motieven
Het land wordt vaak afgegraven ten behoeve van een economisch belang (zodat een groeve ontstaat):
- grind voor bijvoorbeeld gebruik in tuinen of voor de fabricage van beton,
- klei voor fabricage van aardewerk of stenen materialen en de aanleg van dijken
- zand voor bijvoorbeeld de aanleg van snelwegen, spoorwegen, of woonwijken, of
- veen, dat gewonnen wordt door turfsteken, en gedroogd tot turf als brandstof werd gebruikt.

Voor al deze grondstoffen werd vroeger veel smalspoor gebruikt.

## Andere belangen
Het voorkomen van erosie of afkalving kunnen motieven zijn om bijvoorbeeld een steile helling af te graven, teneinde natuurwaarden of veiligheid te waarborgen. Ook worden er wel waterpartijen aangelegd of aangepast als natuurcompensatie of om verloren natuurwaarde te herstellen. Een voorbeeld van het eerste is de aanleg van de Noorderplas als compensatie voor de Tilburgse Noordoosttangent. Herstel van een vroegere toestand zien we bij de Dongevallei, waar rond 1990 landbouwgebied nauwgezet volgens de oude bodemhorizont afgegraven werd. Hierdoor herkreeg het  beekdal zijn oude loop,  driekwart eeuw nadat de Donge gekanaliseerd was. Zo konden zaden van moerasplanten ontkiemen na decennia begraven geweest te zijn onder meters landbouwgrond. 

## Veenkoloniën
Als de arbeiders naar een gebied trokken waar hoogveen werd afgegraven voor de productie van turf, ontstond daar een veenkolonie, een nederzetting bij de afgraving.

## Ontgrondingen en recreatie
Vaak loopt een uitgegraven stuk land vol water; het wordt dan een zandgat of grindgat genoemd. Deze worden wel omgevormd tot recreatieplassen. Sommige van deze meren kunnen vanwege hun diepte geschikt zijn als duiklocaties, bijvoorbeeld Botjes Zandgat in Groningen dat met een diepte tot 40 meter tot de diepste van Nederland behoort. Uitgestrekter en bekender zijn Bussloo (circa 12 meter diep) in Gelderland en IJzeren Man bij Vught. Deze laatste is echter tegenwoordig door dichtslibbing op veel plaatsen nog nauwelijks een meter diep.
Het zwemmen in zandgaten is niet zonder risico. Zo kunnen er in de zomer grote temperatuurverschillen voorkomen. De bovenlaag van het water wordt verwarmd door de zon, terwijl de diepere lagen koud blijven. Door convectie (warmtestroming) kan dat koude water naar boven komen. Zwemmers dienen daar rekening mee te houden, omdat de plotselinge koude kramp kan veroorzaken. Ook kan, vooral bij delen waar nog grond gewonnen wordt, afkalving of oeverval optreden. Veel ontgrondingsplassen zijn daarom ongeschikt of maar gedeeltelijk geschikt voor recreatie.